# Spegel
För andra betydelser, se Spegel (olika betydelser).

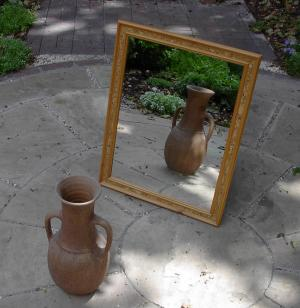
En kruka samt dess reflektion (spegelbild).

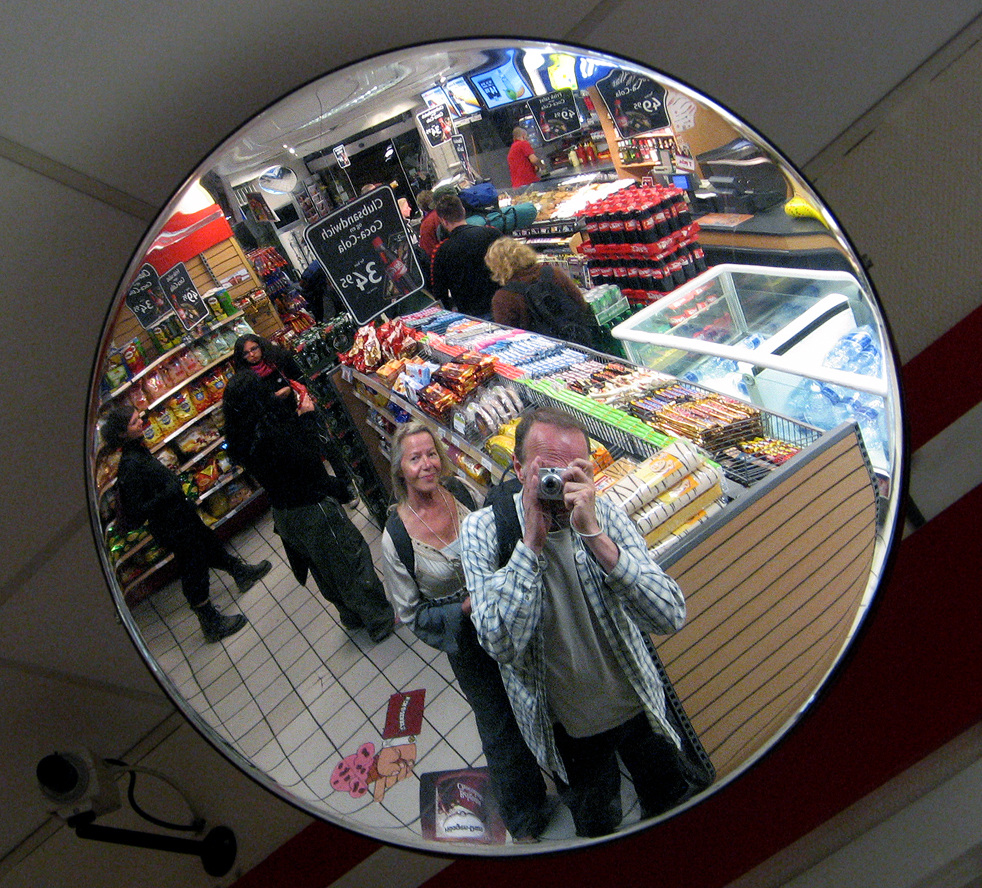
Spegelbild i en jourbutiks övervakningsspegel.

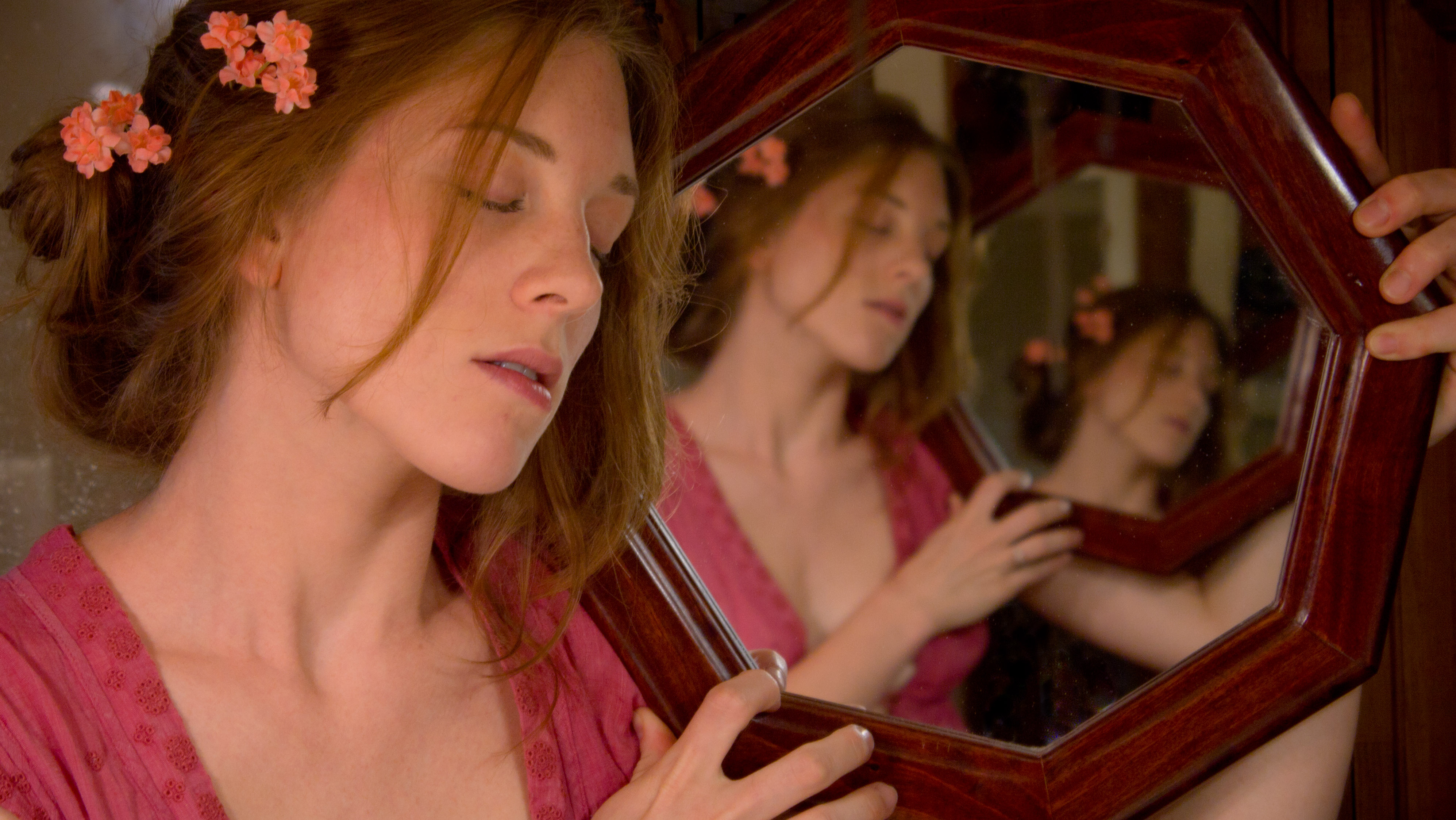
Oändlighet

En spegel är en reflekterande yta som bland annat används för att kontrollera föremål som ligger utanför det vanliga synfältet, till exempel en persons eget ansikte.
Ljusstrålar från ett objekt reflekteras av spegeln på ungefär samma sätt som en boll som studsar mot en plan yta. Rakt infallande ljus reflekteras samma väg tillbaka, snett infallande ljus reflekteras så att infallsvinkel = reflektionsvinkel i förhållande till en normal (en mot spegelytan vinkelrät linje). Efter reflektionen är ljuset riktat som om det hade kommit från en punkt lika långt bakom spegelytan som objektet är placerat framför den. Därför ser speglade objekt ut att befinna sig bakom spegelytan.

## Historik och tillverkning
De första människoskapade speglarna härstammar från forntidens Egypten, där de rika egypterna speglade sig i polerat silver och andra metaller. Tidigare speglade man sig i en bit svart vulkaniskt glas. De första speglarna var små och det var först runt år 100 e.Kr. som man började tillverka speglar som kunde spegla hela kroppen. Fram till industrialiseringen på 1800-talet var speglar dyra.
Under medeltiden börjar man framställa speglar i glas, där en ballong blåstes i glas och finfördelat bly, tenn och vinsten avsattes på insidan av det då ännu rödglödgade glasets insida och när glaset kallnat skars till konvexa speglar. I Nürnberg förekom på 1400-talet en stor produktion av sådana. I Venedig började man 1507 framställa glasspeglar som folierades av amalgam av tenn och kvicksilver, en metod som kom att dominera spegeltillverkningen fram till mitten av 1800-talet.
Spegelglasen tillverkades genom månglasmetoden, en koncentrisk skiva tillverkades på glasblåsarens puntel och skars sedan i lämpliga bitar. Då punteln i mitten lämnade kvar ett oxöga kunde inte bitarna tillverkas större än att glasblåsaren kunde hantera cirkeln. 1688 patenterade fransmannen Bernhard en metod för att gjuta spegelglas och med hans teknik gick det att framställa stora glas av dimensionen 1 x 2 meter.
På 1800-talet börjar speglarna i stället att folieras med silver i kemisk utfällning. Nu för tiden tillverkas speglar ofta genom att metallisera glaset med aluminium.[källa behövs]

## En spegelparadox
Speglar förefaller att vända höger mot vänster men inte upp mot ner. Så verkar det vara när man ser sig själv i spegeln. I verkligheten vänder spegeln inte alls höger mot vänster – en rörelse till vänster framför spegeln orsakar också en rörelse i spegelns vänstra del. Däremot vänder spegeln inåt mot utåt. En person som tittar in i en spegel ser en spegelbild som tittar ut ur den. Därför tycker man ofta att spegelbildens vänstra arm verkar vara dess högra.
Förvillandet kommer från att i spegeln ser man det reflekterade ljuset från objektet. När man träffar en människa ansikte mot ansikte är hennes position "spegelvänd", högerhanden pekar mot hennes vänsterhand och detta är förvillandet att man betraktar spegelbilden som en annan person.

## Användning
Speglar har ibland använts för att skicka ljussignaler över långa avstånd, ibland med morsealfabetet. Det anses även vara ett av de främsta redskapen vid trolleri-föreställningar. På nöjesparker används även skrattspeglar.
I och utanför hissar etc används speglar i inredningen dels för att skapa en illusion av att rummet är större, dels för att besökare ska "glömma bort tiden" genom att studera sitt utseende medan de väntar.
I periskop används speglar för att erbjuda sikt förbi hinder.
I butiker och exempelvis i hotellreceptioner sitter det oftast vinklade speglar nära taket som blir riktade så att personalen får bättre översikt och lättare ska kunna uppfatta avvikande beteenden.
Fordon har backspeglar som ger föraren överblick bakåt.

## Konkava och konvexa speglar
Om en spegel inte är slät bildas en förvrängd bild av objektet framför spegeln. Konkava speglar används bl.a. i bilars lampor för att reflektera ut ljuset i en kon, samt i filmprojektorer för att sprida ut ljuset mot bioduken. Då används istället för glas och metallfolie (som skulle ändra form av värmen) en blank konkav metallbit. De används även i reflektorteleskop.Konkava speglar förstorar bilden och används bland annat till smink och rakspeglar
Konvexa speglar visar å andra sidan upp en reflektion där objekten är mest förstorade närmast den del av spegeln som är närmast objektet, och resten av objektet förminskas mer och mer ju längre ifrån den punkten det är. Sådana förvrängningar används ibland för nöjes skull, som i Lisebergs Kristallsalong, men även för speglar vid skarpa vägkurvor.
Ett blankt klot förmår att avbilda hela sin omgivning åt alla håll till den del av klotytan som betraktaren ser. Endast den lilla del som ligger rakt bakom klotet faller utanför bilden. Den kände konstnären M. C. Escher har exploaterat detta fenomen i teckningen Hand met spiegelende bol, där konstnären ser sig själv samt hela det rum han sitter i genom reflektionen i ett klot.